# St. Martin (Meilen)

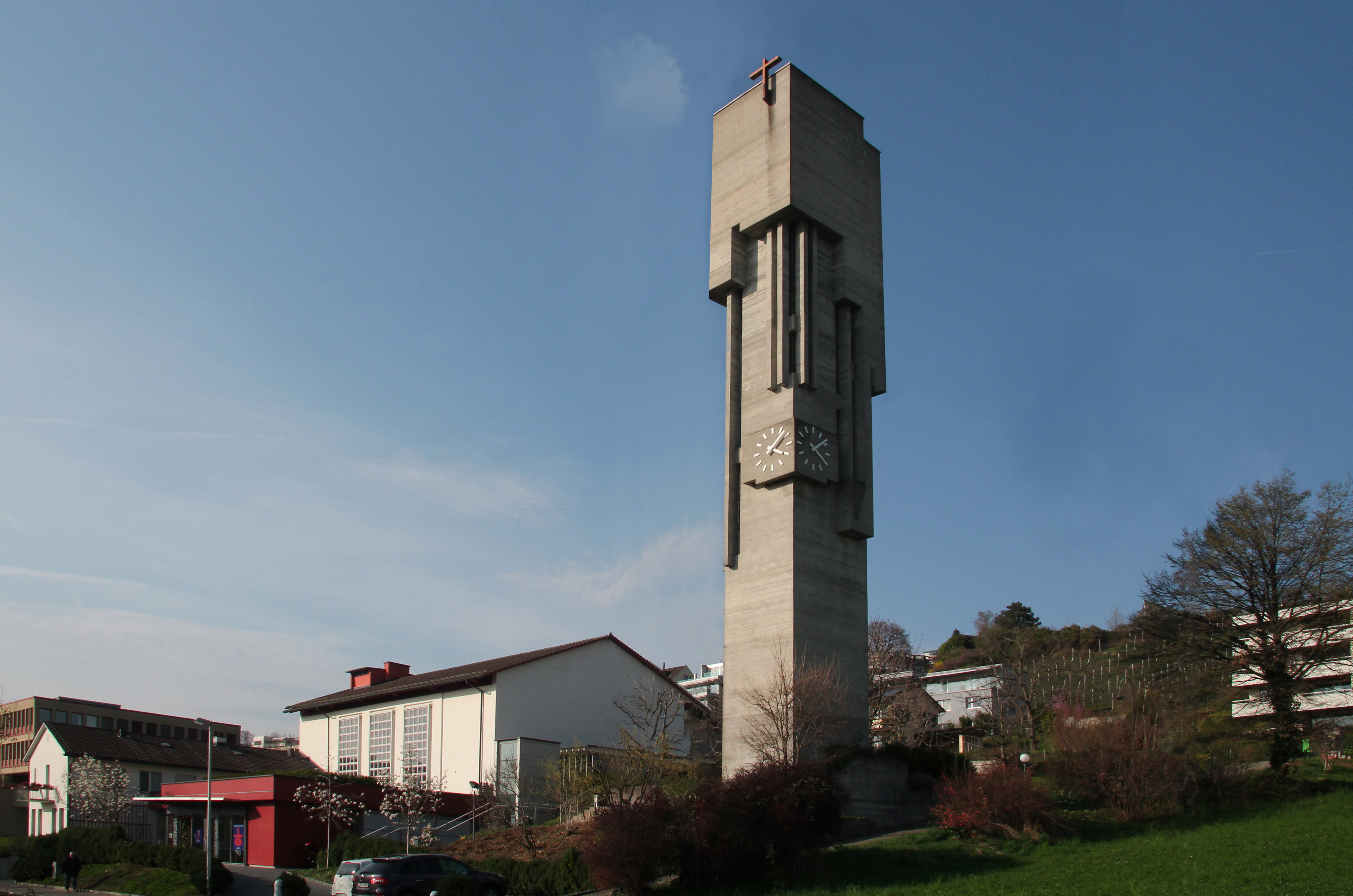
Kirche St. Martin

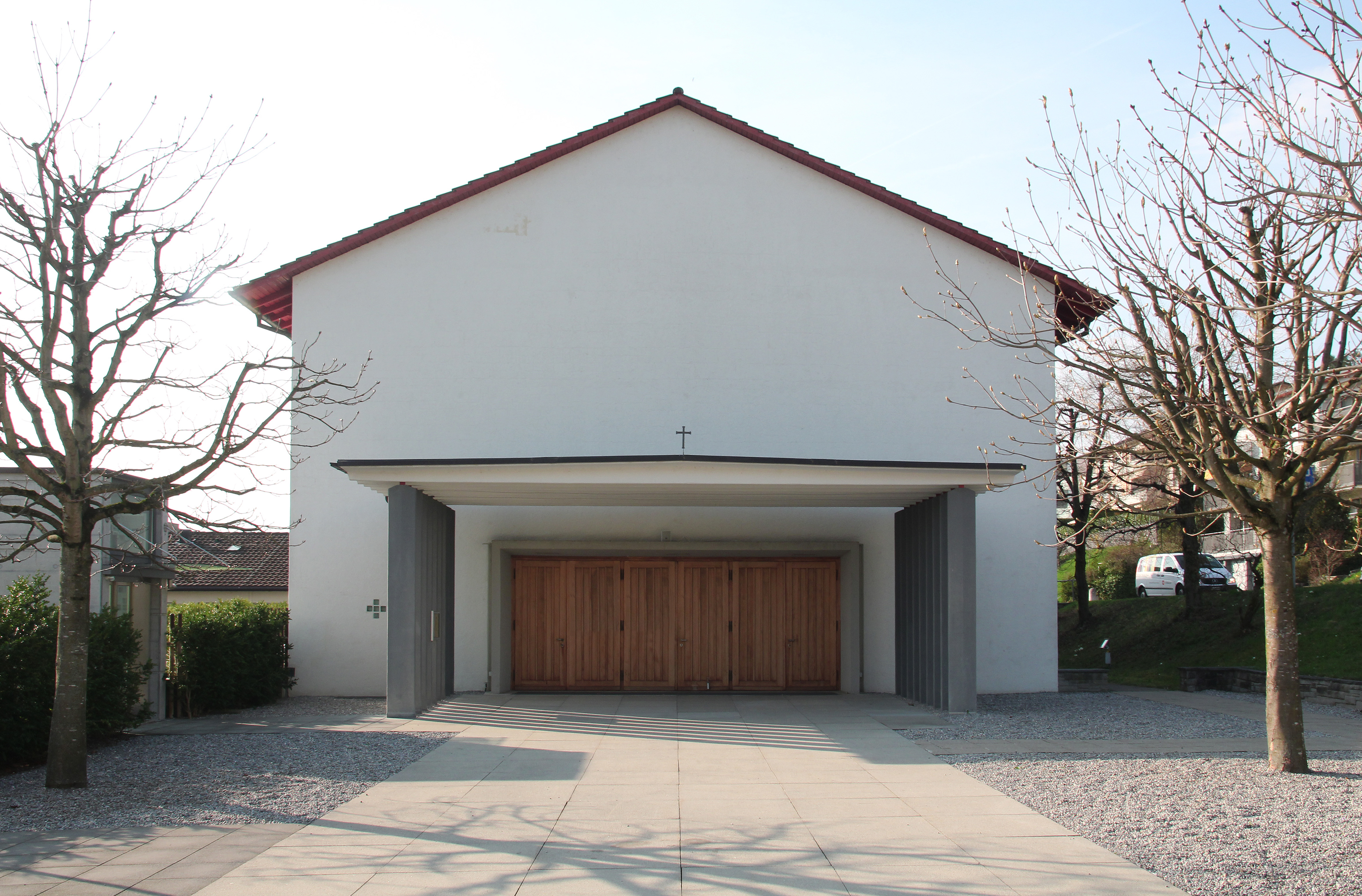
Ansicht von Osten

Die Kirche St. Martin ist die römisch-katholische Pfarrkirche von Meilen am rechten Zürichseeufer im Kanton Zürich.

## Geschichte

### Vorgeschichte und Namensgebung
Schon im Mittelalter gab es in Meilen eine Kirche, die dem hl. Martin von Tours geweiht war. Diese Kirche wurde zwischen 878 und 965 wahrscheinlich vom Kloster Säckingen gegründet. 965 schenkte Otto der Grosse Kirche, Kirchensatz und Zehnten dem Kloster Einsiedeln. Nach der Reformation in Zürich im Jahr 1523 war der katholische Kult in den Untertanengebieten von Zürich verboten. Die mittelalterliche Kirche von Meilen wurde fortan für reformierte Gottesdienste verwendet.
Das Toleranzedikt von 1807 erlaubte erstmals seit der Reformation wieder katholische Gottesdienste im Kanton Zürich, zunächst allerdings örtlich auf Zürich beschränkt. Die Niederlassungsfreiheit der Helvetischen Republik und später im Schweizer Bundesstaat ermöglichte den Zuzug von Katholiken aus der Zentral- und der Ostschweiz, aber auch aus dem nahen katholisch geprägten Ausland. Der Bau neuer Strassen und die Eröffnung der Rechtsufrigen Zürichseebahn im Jahr 1894 sowie die Nähe zur Stadt Zürich förderten die weitere Entwicklung von Meilen. Als im Bezirk Meilen in Männedorf im Jahr 1864 die erste katholische Missionsstation und die spätere Pfarrei St. Stephan gegründet wurde, gehörten die Katholiken von Meilen auch dazu. Eine zweite Möglichkeit für den Gottesdienstbesuch am rechten Zürichseeufer bestand nach der Gründung der Pfarrei St. Georg in Küsnacht ab dem Jahr 1898.

### Entstehungs- und Baugeschichte
Der weitere Zuwachs der katholischen Bevölkerung von Meilen liess den Wunsch aufkommen, dass auch in Meilen eine katholische Pfarrei aufgebaut werde. Bereits im Jahr 1893 konnten die katholischen Kinder von Meilen im Ort den Religionsunterricht besuchen. 1921 wurde an der Versammlung des katholischen Männervereins die Anregung gemacht, auch in Meilen eine eigene Gottesdienstgelegenheit zu schaffen. Dazu wurde ein katholischer Kirchenbauverein gegründet. Die Suche nach einem geeigneten Gottesdienstlokal gestaltete sich jedoch schwierig. 1933 wurde man im Betriebsgebäude des Elektrizitätswerkes fündig. Der schlichte Saal wurde als Notkapelle hergerichtet, und am 24. September 1933 fand darin der erste katholische Gottesdienst in Meilen seit der Reformation statt. Per 6. Oktober 1935 wurde Meilen zum Pfarrrektorat erhoben und von Männedorf abgetrennt. In den Jahren 1935–1937 konnte das Areal für den Bau einer späteren Pfarrkirche erworben werden. Die fehlenden finanziellen Mittel und der Ausbruch des Zweiten Weltkriegs erschwerten jedoch das Projekt eines Kirchbaus. Am 19. November 1950 erfolgte die Grundsteinlegung der Kirche St. Martin. Nach Plänen des Architekten Otto Glaus wurde die schlichte Saalkirche mit quer angebautem Pfarrhaus erbaut. Am 10. Juni 1951 wurde die Kirche durch den Bischof von Chur, Christian Caminada, benediziert. Die öffentlich-rechtliche Anerkennung der katholischen Kirche im Kanton Zürich im Jahr 1963 ermöglichte den weiteren Ausbau der Kirche und des Gemeindelebens in Meilen. So wurde der freistehende Betonturm der Kirche im Jahr 1969 nach Plänen des Architekten Otto Glaus errichtet. Am 28. Juni 1969 wurden die vier Glocken in den Turm aufgezogen. Im Jahr 1974 erfolgte die Anpassung der Kirche an die Liturgiekonstitution des Zweiten Vatikanischen Konzils nach Plänen des Architekten H. R. Kuhn Zürich. Der Churer Bischof Johannes Vonderach weihte 1974 die Kirche ein. 1977–1978 wurde an das Pfarrhaus und an die Kirche ein Pfarreizentrum angebaut. Es bestand aus einem Pfarreisaal und einem Unterrichtszimmer. Nachdem in den 1980er Jahren die Bausubstanz der Kirche immer schlechter geworden war, wurde der Neubau einer Kirche diskutiert, später dann fallen gelassen. 1993 wurde der Kredit für eine umfassende Sanierung samt Erweiterung der Kirche von der Kirchgemeindeversammlung bewilligt. In den Jahren 1994–1995 wurde die Kirche durch einen Anbau an den Chor durch eine Werktagskapelle erweitert. Hierbei wurde auch das Pfarreizentrum erweitert. Dies geschah nach Plänen des Architekten Rudolf Mathys.
Die Pfarrei St. Martin ist mit ihren 3'206 Mitgliedern (Stand 2021) eine der kleineren katholischen Kirchgemeinden des Kantons Zürich.

## Baubeschreibung

### Kirchturm und Äusseres

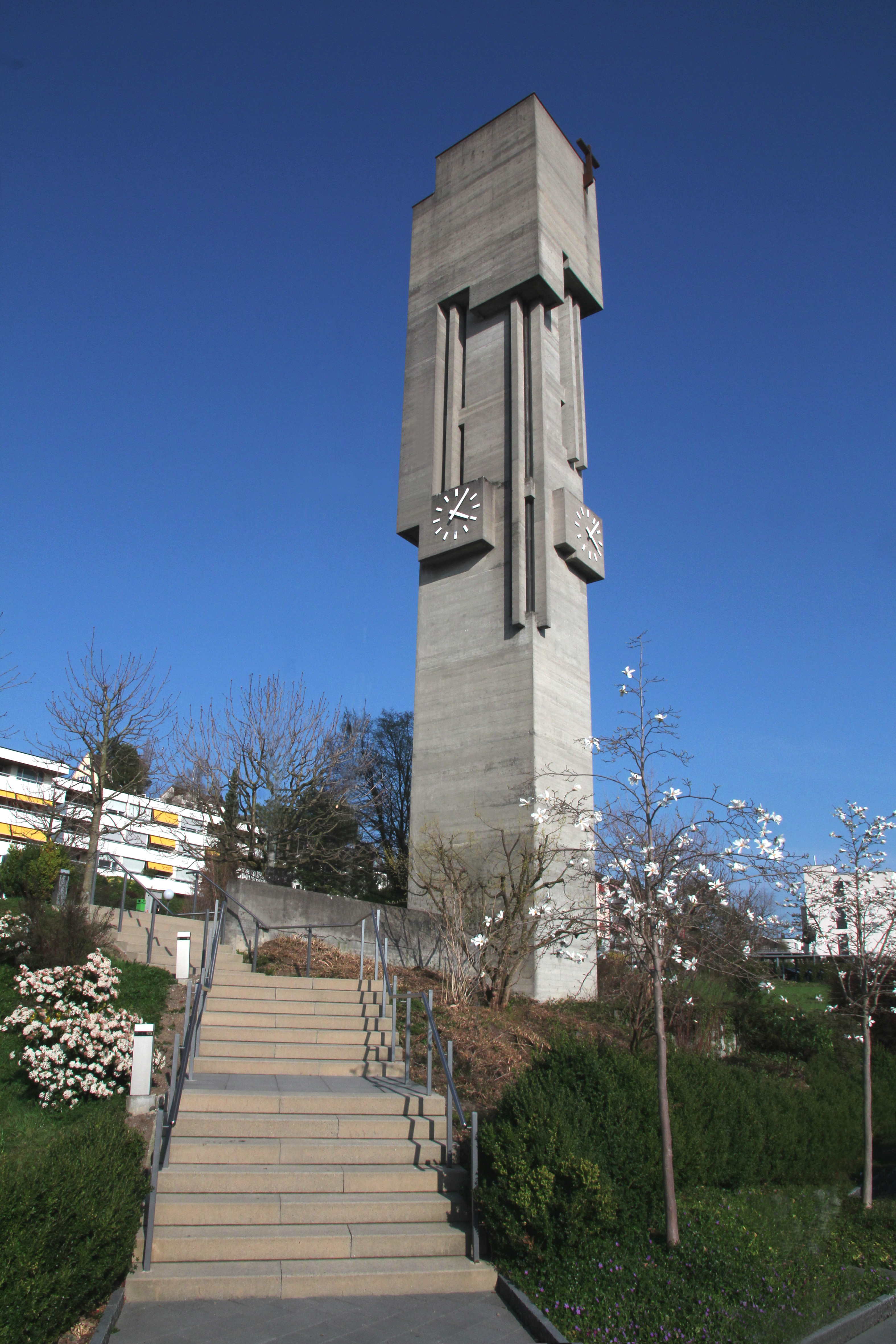
Der Kirchturm

Die Kirche St. Martin befindet sich zwischen der Stelzen- und der Bruechstrasse in Meilen unweit des Bahnhofs. Über eine Aussentreppe und einen Vorplatz gelangt der Besucher zur Kirche St. Martin. Aufgrund der Topografie und des Strassenverlaufs konnte die Kirche nicht geostet erbaut werden, sondern ist auf Nordwesten ausgerichtet. Der eigentliche Kirchbau von 1950 ist eine schlichte längsrechteckige Saalkirche mit Giebeldach, das ursprünglich durch einen niedrigen Dachreiter mit Platz für drei Glocken abgeschlossen wurde. Der Anbau der Werktagskapelle aus dem Jahr 1994–1995 setzte einen neuen architektonischen Akzent.
Der Kirchturm aus Beton, der 1969 hinzugebaut wurde, verweist von Weitem auf die Lage der Kirche. Obwohl vom gleichen Architekten wie die Kirche erbaut, hebt sich der Kirchturm sowohl durch das Material Beton als auch durch seine kubischen Formen von der Kirche deutlich ab. Der Grund hierfür liegt in der geplanten, aber nicht realisierten Gesamtüberbauung des angrenzenden Areals durch die reformierte Kirchgemeinde. Die vier Glocken wurden von H. Rüetschi, Aarau, gegossen und haben ein Gesamtgewicht von 3950 kg und die Tonreihe d, f, g und a. Die Glocken wurden am 27. Juni 1969 durch die Schuljugend in den Turm aufgezogen.
| Glocke | Schlagton | Widmung            | Inschrift                                                               |
| ------ | --------- | ------------------ | ----------------------------------------------------------------------- |
| 1      | d′        | Hl. Dreifaltigkeit | Himmel und Erde sind erfüllt von Deiner Herrlichkeit.                   |
| 2      | f′        | Maria              | Meine Seele lobt den Herrn und mein Geist jubelt in Gott meinem Retter. |
| 3      | g′        | Hl. Martin         | Martinus hat mich mit diesem Mantel bekleidet.                          |
| 4      | a′        | Jugend             | Lobt froh den Herrn ihr jugendlichen Chöre.                             |

### Innenraum und künstlerische Ausstattung

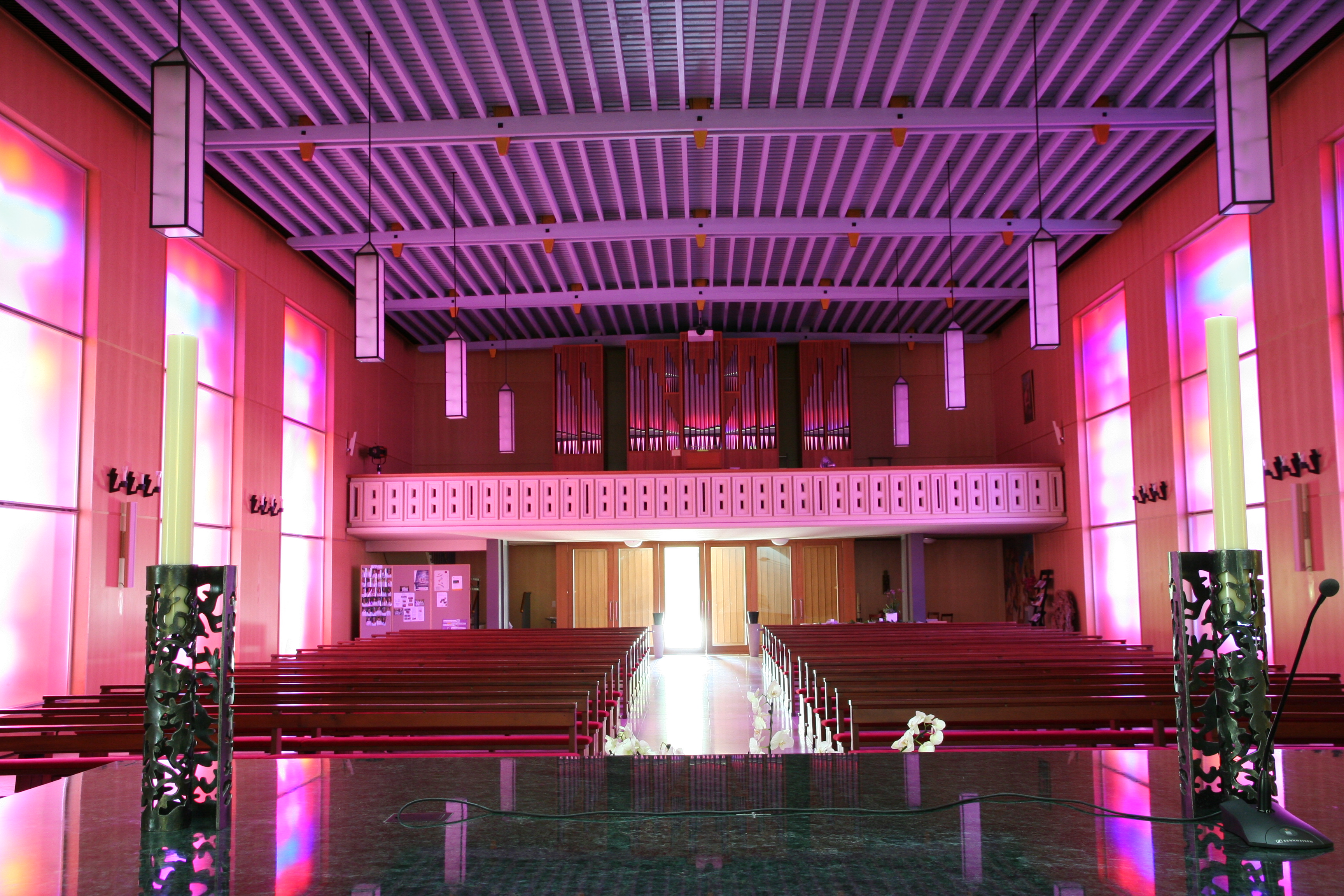
Innenansicht

Das Innere der Kirche ist seit der Neugestaltung in den Jahren 1994–1995 in rötliches Licht getaucht, das von den Buntglasfenstern im Kirchenschiff erzeugt wird. Milchglas, das den Buntglasfenstern vorgesetzt wurde, dämpft die Farbgebung ab. Die Konstruktion des Altarbereichs und der daran angebauten Werktagskapelle lässt den Eindruck eines eingezogenen Chores entstehen. Tatsächlich ist dem Altarbereich eine Art Lettner vorgebaut, hinter dem der breitrechteckige Altarbereich die volle Höhe des Kirchbaus ausnutzt. Die Konzeption der Kirche von 1950 ging vom Massverhältnis 1 : 2 aus, auf das man an der ursprünglichen Kirche immer wieder stösst, am deutlichsten im Innenraum, dessen Länge doppelt so gross ist wie die Breite. Auch die Fenster der Saalkirche weisen ähnliche Proportionen auf, haben die sechs Fenster doch eine Höhe von 6 Metern und eine Breite von annähernd 3 Metern. Die Werktagskapelle ist deutlich niedriger als der ursprüngliche Kirchbau. Abgeschlossen wird die Kapelle und damit das ganze Kirchgebäude durch eine Frontwand, in die ein Buntglasfenster in Kreuzform eingelassen ist. Das Mobiliar im Altarraum wurde nach einem künstlerischen Konzept von Carlos Matter (Farbgebung der sechs Fenster im Kirchenraum, Gestaltung des Altarraums) und Sr. Raphaela Bürgi (Glasfenster im Altarraum und Seitenfenster der Werktagskapelle) gestaltet. Das Seitenfenster der Kapelle folgt den beiden Sätzen aus dem Psalmen: «Muss ich auch wandern in finsterer Schlucht, ich fürchte kein Unheil, denn du bist bei mir.» (Psalm 23) "Er beschirmt dich mit seinen Flügeln, unter seinen Schwingen findest zu Zuflucht." (Psalm 91.) Altar, Ambo, Tabernakel, das Chorgestühl sowie der Sockel des Taufsteins bilden durch die orientalisierenden Muster eine Einheit. Die neuen Elemente ergänzen die übernommenen älteren Elemente wie den Taufstein oder das Altarkreuz und den Osterkerzenleuchter von Alfred Huber, Rümlang. Die anderen liturgischen Elemente von Alfred Huber, welche die Kirche zwischen 1974 und 1994 geprägt hatten (Altar, Ambo), wurden dagegen durch neues liturgisches Mobiliar ersetzt. Der Künstler Carlos Matter schreibt zur Gestaltung des Altarraums 1995: Hier «sind Aspekte des Lebens und Wirkens von Sankt Martin in verschlüsselter Weise thematisiert… Die Basis ist bei allen Elementen aus Beton, die Abdeckungen oder Aufsätze sind aus Serpentin. In Übertragung auf St. Martin steht der Beton für das Leben als Krieger und der Naturstein verweist auf das Leben als Mann des Geistes. Der Tabernakel ist ganz aus Stahl – die Rüstung des Ritters. Im oberen Teil ist das ewige Licht integriert, der Kopf als Sitz des Geistes.» Am Ambo können Tücher in den liturgischen Farben eingehängt werden, welche auf den Mantel des hl. Martin von Tours verweisen. Im Eingangsbereich sind Glasfenster, welche 1974 in die sechs Fenster der Kirche eingebaut worden waren, sowie ein Fresko von Mario Comensoli erhalten geblieben. Dieses Fresko stellt den hl. Georg im Kampf gegen den Drachen dar.

### Orgel

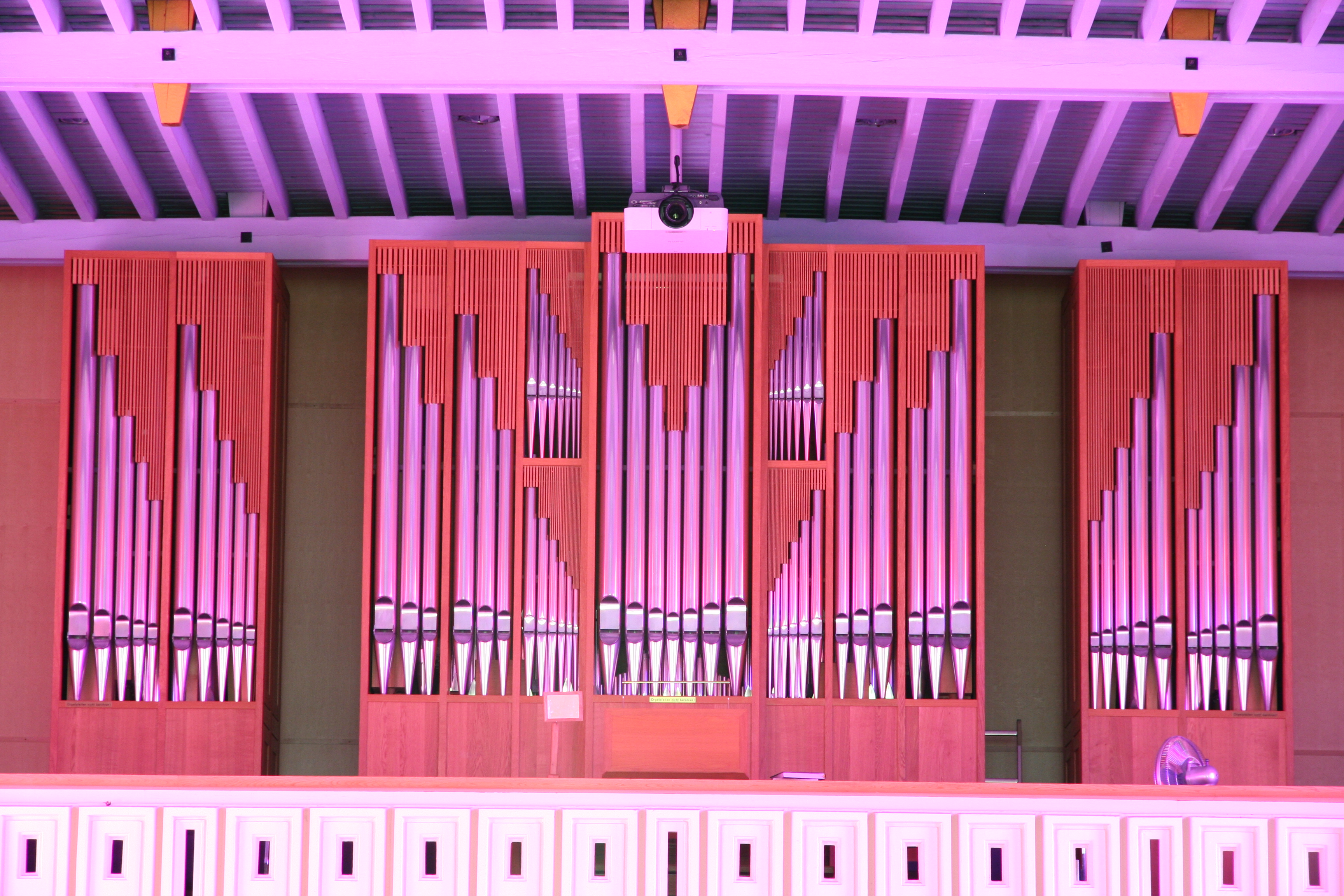
Späth-Orgel von 2003

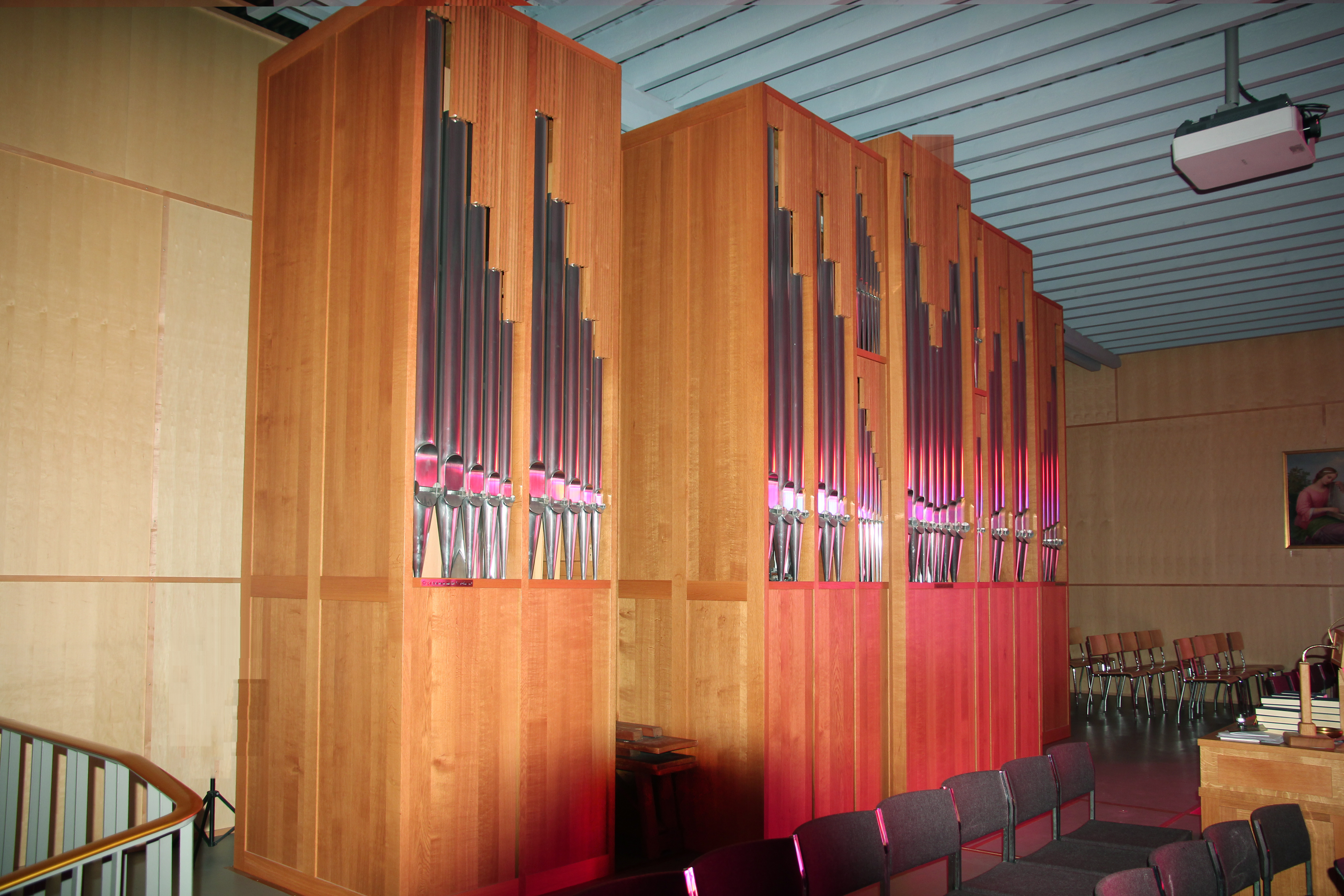

Am 26. August 1951 konnte die erste Orgel der Kirche ihrer Bestimmung übergeben werden. Es handelte sich um ein Instrument, das eigentlich für eine Kirche in Spanien erbaut worden war und dann nicht ausgeliefert werden konnte. Nachdem verschiedene Gutachten den Neubau einer Orgel nahelegten, wurde 1999 eine Orgelkommission mit der Beschaffung eines neuen Instruments beauftragt. Rudolf Scheidegger, Organist am Grossmünster und Dozent an der Musikhochschule Zürich, begleitete die Orgelkommission und nahm die Einweihung der neuen Orgel vor. Die 2002–2003 erbaute Orgel mit rein mechanischer Spiel- und Registertraktur und freistehendem Spieltisch stammt von der Firma Orgelbau Späth, Rapperswil, und nimmt in ihrem Orgelprospekt und Gehäuse massiver Eiche die Architektur der Kirche auf, sodass sich die Orgel in die bestehende Kirche harmonisch einfügt. Das Instrument ist so konzipiert, dass vor allem barocke Literatur, aber auch ausgewählte Literatur des 19. und 20. Jahrhunderts gespielt werden kann. Am 26. Januar 2003 wurde das Instrument eingeweiht.
Die Disposition lautet:
| I Hauptwerk C–g3      |       |
| Bourdon               | 16′   |
| Principal             | 8′    |
| Gedeckt               | 8′    |
| Gamba                 | 8′    |
| Oktave                | 4′    |
| Flöte                 | 4′    |
| Quinte                | 2 ⁄3′ |
| Oktave (als Vorabzug) | 2′    |
| Mixtur IV             | 2'    |
| Trompete              | 8′    |

| II Schwellwerk C–g3   |       |
| Rohrflöte             | 8′    |
| Salicional            | 8′    |
| Principal             | 4′    |
| Blockflöte            | 4'    |
| Cornettino            | 2 ⁄3′ |
| Oktave (als Vorabzug) | 2′    |
| Flöte (als Vorabzug)  | 2′    |
| Mixtur IV             | 2'    |
| Oboe                  | 8′    |

| Pedal C–f1 |     |
| Subbas     | 16′ |
| Oktave     | 8′  |
| Gedackt    | 8′  |
| Choralbass | 4′  |
| Posaune    | 16′ |

- Koppeln: wechselwirkend mit Zügen und Tritten II/I, I/P, II/P

## Trivia
Nach dem Aufzug der Glocken in den Turm durch die Schuljugend am 27. Juni 1969 wurde beim Installieren der Glocken ein Mitarbeiter der Glockengiesserei H. Rüetschi durch einen Blitzschlag getroffen. Der Mann stürzte dabei vom 30 Meter hohen Turm und kam dabei ums Leben.